# Świadkowie Jehowy w Sudanie

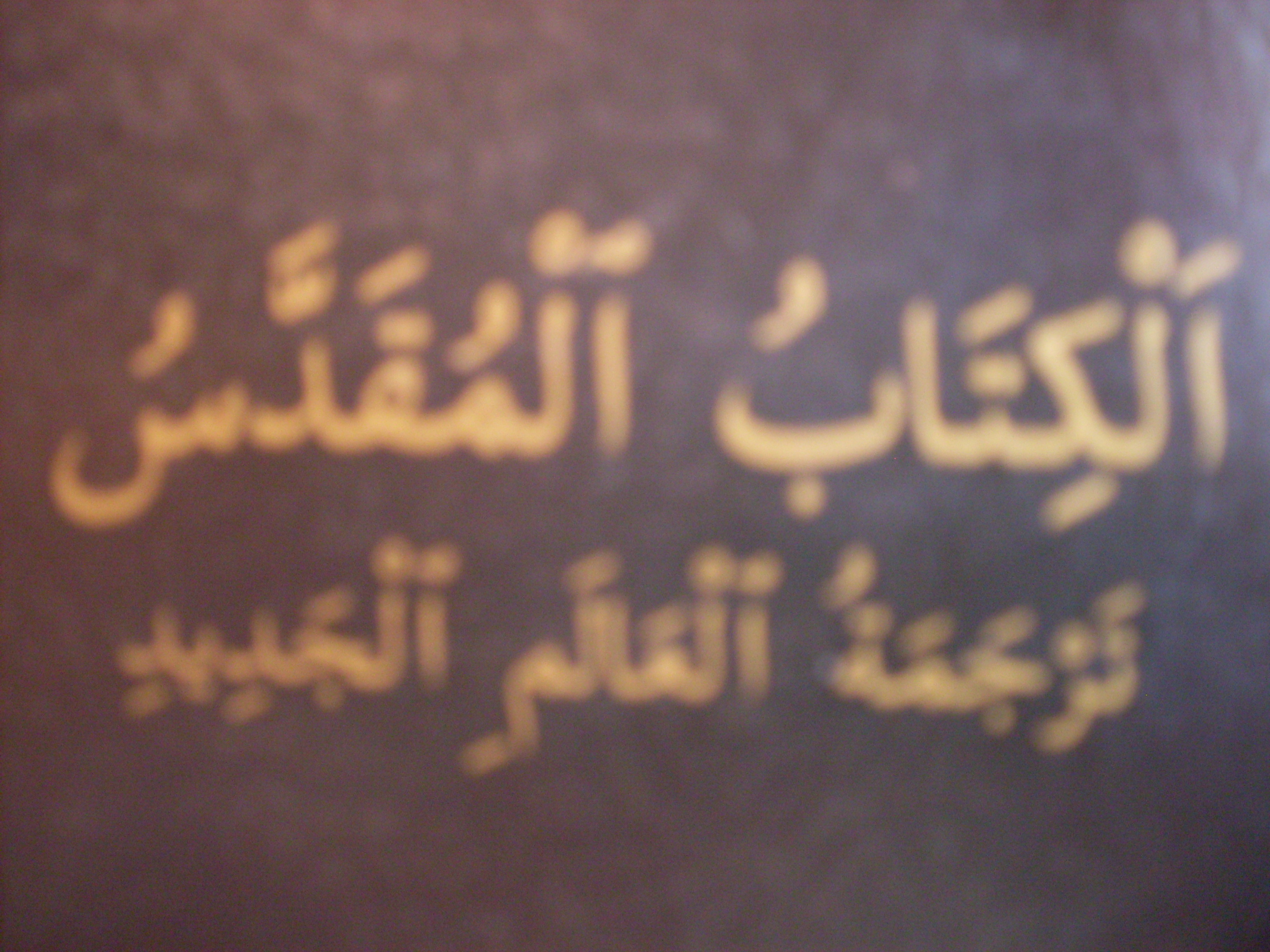
Pismo Święte w Przekładzie Nowego Świata w j. arabskim wydano w 1998 r. (część) oraz w 2004 r. (całość)

Świadkowie Jehowy w Sudanie – społeczność wyznaniowa w Sudanie, należąca do ogólnoświatowej wspólnoty Świadków Jehowy, licząca w 2023 roku 643 głosicieli, należących do 13 zborów. Na dorocznej uroczystości Wieczerzy Pańskiej w 2023 roku zgromadziło się 2491 osób. Działalność miejscowych głosicieli nadzoruje kenijskie Biuro Oddziału w Nairobi. Biuro Krajowe znajduje się w Chartumie.

## Historia

### Początki
Pierwsi Świadkowie Jehowy pojawili się w Sudanie w 1949, był to pochodzący z Egiptu misjonarz Biblijnej Szkoły Strażnicy – Gilead, Demetrius Atzernis prowadził działalność kaznodziejską w Omdurmanie, Chartumie i Wad Madani, po czym powrócił do Egiptu. W 1950 roku trzyosobowa rodzina Świadków Jehowy z Egiptu, trudniąca się handlem wełną, przeprowadziła się z Kairu w Egipcie do Chartumu. Prowadzili działalność kaznodziejską głównie wśród swoich klientów. W sierpniu 1951 roku działało 16 głosicieli. W 1952 roku na kongresie w Chartumie były obecne 32 osoby, a program przedstawiono w trzech językach. Zebrania zborowe odbywały się w mieszkaniu George Orphanidesa. W tym samym roku do Sudanu przeprowadziła się Ingilizi Caliopi pionierka, pochodząca z Grecji, (mająca męża Sudańczyka), która przybyła z Libanu. W 1953 roku misjonarz Demetrius Atzemis powrócił z Kairu. Przez pięć miesięcy organizował działalność kaznodziejską w Chartumie. Wkrótce trzej bracia Orphanides z Chartumu zostali ochrzczeni. Wraz ze swoim bratem Dymitrem prowadził działalność głosicielską w Chartumie. W roku 1954 przybył do Chartumu misjonarz Szkoły Gilead – Emmanuel Paterakis, który głosił tam przez 10 miesięcy. W chartumskim zborze było wówczas 16 głosicieli. Do tego czasu kilku głosicieli opuściło Sudan. W czerwcu 1956 roku, z powodu wpływu koptyjskich księży i islamskich mułłów, rząd oddalił prośbę o zalegalizowanie działalności. W 1959 roku Sąd w Chartumie dwa razy oddalił wniosek policji o ukaranie pionierki Mary Girgis za rzekome krzewienie syjonizmu i za działalność kaznodziejską. W maju 1959 Świadków Jehowy w Sudanie odwiedził Nathan H. Knorr.
W roku 1960 zanotowano liczbę 20 głosicieli, w następnym roku – 29, a w roku 1962 – 37. W latach 60. XX wieku miejscowych głosicieli odwiedzali misjonarze z innych krajów. W roku 1965 nadzór nad działalnością w Sudanie przejęło nowo otwarte Biuro Oddziału w Kenii. W 1969 roku 11 spośród 49 sudańskich Świadków Jehowy, uczestniczyło w kongresach międzynarodowych pod hasłem „Pokój na ziemi” w Nowym Jorku i w Monachium, a w następnych latach w kongresach zorganizowanych w krajach afrykańskich i europejskich. W 1973 roku przekroczono liczbę 100 głosicieli, należących do 3 zborów. W połowie lat 70. XX wieku zdarzały się przypadki przesłuchiwań przez policję. Pod koniec lat 70. XX wieku miejscowych Świadków Jehowy kilkakrotnie odwiedzał misjonarz, Willie Davis, który wcześniej prowadził działalność religijną w Etiopii. W 1973 roku na południu kraju (obecnie na terenie Sudanu Południowego) działało kilka małych grup zainteresowanych oraz ochrzczono 16 osób. Od roku 1983 ze względu na wprowadzenie szariatu, zebrania zaczęto organizować w mniejszych grupach.

### Zakaz działalności
W 1987 roku władze wprowadziły zakaz działalności w Sudanie, co dotknęło ponad 260 tamtejszych Świadków Jehowy. Chociaż byli wówczas prześladowani i więzieni, to ich liczba wciąż rosła. Powstały nowe zbory m.in. w Chartumie, Omdurmanie oraz Port Sudanie.

### Rejestracja prawna i rozwój działalności
W 1990 roku  Świadkowie Jehowy w jednej z prowincji na terenie obecnego Sudanu Południowego zostali uznani prawnie. W listopadzie 1992 roku w ogólnokrajowej telewizji pewien muzułmański przedstawił prezentację o Świadkach Jehowy dużej grupie urzędników państwowych zebranych na seminarium.
Od czerwca 2006 roku Świadkowie Jehowy są prawnie uznani jako religia w ośmiu prowincjach w Sudanie Południowym – gdzie mieszkała większość sudańskich wyznawców. Powstały tam nowe Sale Królestwa. Obecnie urządza się też kongresy. Biuro Krajowe działa w Chartumie. W 2007 roku (jeszcze przed podziałem Sudanu) przekroczono liczbę 1550, a dwa lata później 1749 głosicieli.
W styczniu 2011 roku zachowujący neutralność w sprawach politycznych Świadkowie Jehowy nie brali udziału w referendum niepodległościowym w Sudanie Południowym. Dotknęły ich w związku z tym prześladowania, spalono i zdewastowano kilka Sal Królestwa – jak podała agencja prasowa Reuters. Dla tych, którzy zostali zmuszeni do przesiedlenia się w inne rejony kraju, zorganizowano pomoc humanitarną.
W roku 2012 zanotowano liczbę 658 głosicieli. W 2021 roku osiągnięto liczbę 832 głosicieli, a na uroczystości Wieczerzy Pańskiej zebrało się 1771 osób. W związku z konfliktem zbrojnym powołano Komitety Pomocy Doraźnej, żeby koordynować akcję niesienia pomocy. Co najmniej 318 głosicieli musiało opuścić swoje domy, wielu schroniło się w Wad Madani. W grudniu co najmniej 158 z tych osób znowu musiało uciekać przed przemocą. Niektórzy znaleźli bezpieczne schronienie w sąsiednich miastach i krajach.
Kongresy regionalne odbywają się w Chartumie w trzech językach – arabskim, angielskim oraz tigrinia. W roku 2015 w związku z wizytą przedstawiciela Biura Głównego Świadków Jehowy w Tanzanii był transmitowany specjalny program do zborów w Sudanie.
Cztery Sale Królestwa dla pięciu zborów znajdują się w Chartumie, dwie w Chartumie Północnym, dwie w Omdurmanie i po jednej – w Kusti, Port Sudan i Wad Madani. Zebrania zborowe odbywają się w języku arabskim, tigrinia i szylluk.